# Genesis 1983-1998
Genesis 1983-1998 è un cofanetto di 5 CD-SACD e 5 DVD del gruppo musicale britannico Genesis, pubblicato nel 2007.

## Descrizione
Il cofanetto include le rimasterizzazioni a cura di Nick Davis degli ultimi quattro album in studio pubblicati del gruppo prima dello scioglimento avvenuto nel 1999: Genesis, Invisible Touch, We Can't Dance e Calling All Stations, più un volume extra con brani precedentemente pubblicati solo su singolo. A ciascun album è abbinato un DVD contenente: il medesimo materiale in formato audio surround 5.1, videoclip dei singoli da esso tratti, interviste del 2007 ai Genesis su ciascun album, più esibizioni dal vivo e materiale bonus dell'epoca.

## Tracce

### Volume 1:Genesis
CD-SACD
1. Mama
2. That's All
3. Home by the Sea
4. Second Home by the Sea
5. Illegal Alien
6. Taking It All Too Hard
7. Just a Job to Do
8. Silver Rainbow
9. It's Gonna Get Better

DVD
- Stesse tracce del CD-SACD in formato audio surround 5.1
- Videoclip:

1. Mama
2. That's All
3. Home by the Sea / Second Home by the Sea
4. Illegal Alien

- Interviste ai Genesis sull'album Genesis
- Mama Tour Rehearsal 1983
- Genesis Tour Programme 1982
- Mama Tour Programme 1983-1984
- Six of the Best Programme 1982

### Volume 2:Invisible Touch
CD-SACD
1. Invisible Touch
2. Tonight, Tonight, Tonight
3. Land of Confusion
4. In Too Deep
5. Anything She Does
6. Domino
  - In the Glow of the Night
  - The Last Domino
7. Throwing It All Away
8. The Brazilian

DVD
- Stesse tracce del CD-SACD in formato audio surround 5.1
- Videoclip:

1. Invisible Touch
2. Tonight, Tonight, Tonight
3. Land of Confusion
4. In Too Deep
5. Anything She Does

- Interviste ai Genesis su Invisible Touch
- Visible Touch 1986
- Behind the Scenes: Land of Confusion
- OGWT: Rock Around the Clock 1986
- Tour Programme 1986

### Volume 3:We Can't Dance
CD-SACD
1. No Son of Mine
2. Jesus He Knows Me
3. Driving the Last Spike
4. I Can't Dance
5. Never a Time
6. Dreaming While You Sleep
7. Tell Me Why
8. Living Forever
9. Hold on My Heart
10. Way of the World
11. Since I Lost You
12. Fading Lights

DVD
- Stesse tracce del CD-SACD in formato audio surround 5.1
- Videoclip:

1. No Son of Mine
2. Jesus He Knows Me
3. I Can't Dance
4. Tell Me Why
5. Hold on My Heart

- Interviste ai Genesis su We Can't Dance
- No Admittance 1991
- UK Tour Programme 1992

### Volume 4:Calling All Stations
CD-SACD
1. Calling All Stations
2. Congo
3. Shipwrecked
4. Alien Afternoon
5. Not About Us
6. If That's What You Need
7. The Dividing Line
8. Uncertain Weather
9. Small Talk
10. There Must Be Some Other Way
11. One Man's Fool

DVD
- Stesse tracce del CD-SACD in formato audio surround 5.1
- Videoclip:

1. Congo
2. Shipwrecked
3. Not About Us

- Interviste ai Genesis su Calling All Stations
- Calling All Stations EPK 1997
- Rock Im Park, Germany, 1998

1. Calling All Stations

- Polish Television 1998

1. There Must Be Some Other Way
2. The Dividing Line

- Tour Programme 1998

### Volume 5:Extra Tracks 1983-1998
CD-SACD
1. On the Shoreline (B-side di I Can't Dance)
2. Hearts On Fire (B-side di Jesus He Knows Me)
3. Do the Neurotic (B-side di In Too Deep)
4. Feeding the Fire (B-side di Land of Confusion)
5. I'd Rather Be You (B-side di Throwing it All Away)
6. Anything Now (B-side di Not About Us)
7. Sign Your Life Away (B-side di Not About Us)
8. Run Out of Time (B-side di Not About Us)

DVD
- Stesse tracce del CD-SACD in formato audio surround 5.1
- Interviste ai Genesis
- Archive 2: '76 to '92 EPK 2000
- Knebworth 1992

1. Old Medley
2. Home by the Sea
3. Domino

- MMF Awards Ceremony 2000

1. Invisible Touch
2. Follow You Follow Me
3. I Can't Dance
4. Turn it on Again